# Jan Strnad (1885)
Jan Strnad (1. března 1885, Třebíč – 17. ledna 1976, Brno) byl český pedagog a tlumočník.

## Biografie
Jan Strnad se narodil v roce 1885 v Třebíči. V roce 1915 nastoupil na pozici suplujícího učitele do zemské reálky v Telči, ale již roku 1914 byl odveden do armády a nastoupil do pěšího pluku v Jihlavě, v květnu roku 1915 byl propuštěn na dovolenou, ale listopadu téhož roku byl opět odveden a konečně propuštěn z armády v prosinci roku 1915 a v lednu roku 1916 se mohl plně věnovat výuce na telčské reálce. V roce 1917 odešel do Olomouce, kde se na české státní reálce stal suplujícím učitelem. Posléze nastoupil do Státní obchodní akademie v Bratislavě a v roce 1920 přešel do Brna, kde se stal pedagogem na České vyšší obchodní školy v Brně. V roce 1948 odešel do penze, ale nadále sloužil jako suplující pedagog.
Věnoval se také výuce šermu. Působil také v Ústředním spolku československých profesorů, v kuratoriu pedagogické knihovny v Brně, v kulturní sekci brněnského Radiojournalu, působil také jako soudní tlumočník francouzského jazyka. Pracoval také v kuratoriu Pedagogického musea, kuratoria Komenského vyšší školy lidové, působil i jako člen výborů Městského osvětového sboru, Masarykova osvětového domu, Zemského cizineckého svazu, Sokolské jízdárny v Brně, Ústředí cizineckého ruchu pro Československou republiku. Vyučoval také francouzštinu na Masarykově univerzitě.